# Hada leucostigma
Hada leucostigma là một loài bướm đêm trong họ Noctuidae.